# Cerapachys piochardi
Cerapachys piochardi är en myrart som först beskrevs av Carlo Emery 1882.  Cerapachys piochardi ingår i släktet Cerapachys och familjen myror. Inga underarter finns listade i Catalogue of Life.